# 16529 Dangoldin
16529 Dangoldin è un asteroide areosecante. Scoperto nel 1991, presenta un'orbita caratterizzata da un semiasse maggiore pari a 2,3392787 UA e da un'eccentricità di 0,3151712, inclinata di 22,68865° rispetto all'eclittica.
L'asteroide è stato così chiamato in onore di Daniel Goldin, amministratore della NASA dal 1992 al 2001.